# Juan Antonio Ramos
Juan Antonio Ramos (Barcellona, 18 agosto 1976) è un taekwondoka spagnolo.
È sposato con Brigitte Yagüe, ed è l'allenatore di Anthony Obame, medaglia d'argento nel taekwondo a Londra 2012.

## Palmarès

### Mondiali di taekwondo
- Oro a Campionati mondiali di taekwondo 1997
- Bronzo a Campionati mondiali di taekwondo 2001
- Oro a Campionati mondiali di taekwondo 2007

### Europei di taekwondo
- Bronzo a Campionati europei di taekwondo 1998
- Oro a Campionati europei di taekwondo 2000
- Argento a Campionati europei di taekwondo 2002
- Oro a Campionati europei di taekwondo 2004